# Parafia św. Józefa Oblubieńca w Lubomierzu
Parafia Świętego Józefa w Lubomierzu – parafia rzymskokatolicka należąca do dekanatu Mszana Dolna archidiecezji krakowskiej.
Erygowana została w 1919, poprzez wydzielenie z parafii w Niedźwiedziu. Jest prowadzona przez franciszkanów konwentualnych.
Odpust w parafii w Lubomierzu obchodzony jest czterokrotnie: w kościele parafialnym 19 marca (św. Józefa), 2 sierpnia (Matki Bożej Anielskiej), 13 czerwca (św. Antoniego Padewskiego) oraz w kaplicy 14 sierpnia (św. Maksymiliana Kolbe).